# Paramonova bungabandii
Paramonova bungabandii är en tvåvingeart som beskrevs av Kelsey 1975. Paramonova bungabandii ingår i släktet Paramonova och familjen fönsterflugor.
Artens utbredningsområde är Western Australia. Inga underarter finns listade i Catalogue of Life.